# 神奈川つくい農業協同組合
神奈川つくい農業協同組合（かながわつくいのうぎょうきょうどうくみあい）は、神奈川県相模原市緑区中野に本店を置く農業協同組合。相模原市内のうち旧津久井郡域を管轄地域としている。JA神奈川つくいともいう。組合員数：11,706名、職員数：237名（2018年（平成30年）2月28日現在）。

## 沿革
- 1959年（昭和34年）7月6日 - 津久井郡（当時）内11農業協同組合、1連合会が合併して津久井郡農業協同組合が設立される[2]。
- 1978年（昭和53年）3月1日 - 川尻農業協同組合と合併する。
- 1993年（平成5年）3月1日 - 津久井郡酪農業協同組合と合併する。
- 2018年（平成30年）10月1日 - 津久井郡農業協同組合から神奈川つくい農業協同組合と改称する[3]。

## 店舗
- 本店・支店[4] - 本店、中野支店、串川支店、、相模湖支店（旧内郷支店）、藤野支店、川尻支店、原宿支店
- 相談センター（一部の各種相談業務のみ）

 - 中野支店青野原相談センター（旧青野原支店）、相模湖支店相模湖相談センター（旧相模湖支店）、藤野支店牧野相談センター（旧牧野支店）
- - 2022年10月の支店再編（支店統合）により統合された支店跡に設置される予定の有人窓口。現金の取扱は行わず、届出等も出来ない。

なお、2018年（平成30年）10月1日まで、原宿支店を除き、本所・支所と呼称していた

## 事業
- 信用事業（JAバンク）…信用事業の金融機関コードは5162。
- 共済事業（JA共済）
- 販売事業
- 購買事業
- 介護事業
- 指導事業

## 関連会社
- 株式会社郡農産業
  - 業務内容：管・水道施設工事業、不動産業
  - 設立年月日：1986年（昭和61年）4月20日
  - 資本金：2,050万円
  - 津久井郡農業協同組合出資比率：100%

## その他
津久井郡4町は、2006年（平成18年）3月20日に津久井町及び相模湖町が、2007年（平成19年）3月11日に城山町及び藤野町が相模原市に編入された。旧相模原市域は相模原市農業協同組合が管轄地域としている。
相模原市と旧津久井郡4町との合併協議において、公共的団体等（農業協同組合・商工会議所等の産業経済団体、厚生社会事業団体、教育団体、文化団体、スポーツ団体等、公共的活動を営む全ての団体）の取扱いは、（1）共通の目的を持った団体は、原則として合併時に統合できるよう調整に努める、（2）共通の目的を持った団体で、統合に時間を要する団体は、将来の統合に向けて検討が進められるよう調整に努める、となった。しかし、2014年（平成26年）8月、双方の事業においての構成員の違いや活動内容の調整が進まないことから、相模原市農業協同組合と当組合の合併協議は断念した。